# Henry Bright
Henry Bright (* am 5. Juni 1810 in Saxmundham, Suffolk; † 21. September 1873 in Ipswich) war ein englischer Landschaftsmaler.

## Leben
Bright war der dritte Sohn und das jüngste Kind des Uhrmachers und Juweliers Jerome Bright und dessen Frau Susannah (geborene Denny), die am 28. Juni 1790 in Alburgh, Norfolk geheiratet hatten. Er wurde von seinem Vater bei einem Drogisten und Chemiker in Woodbridge in die Lehre gegeben. Nebenher beschäftigte er sich mit dem Zeichnen. Nach Abschluss der Lehre ging er nach Norwich, wo er für Paul Squires, einen Chemiker und Sodawasserhersteller arbeitete, der für das dortigen Krankenhaus als Drogist oder Lieferant von Medikamenten oder Krankenhausapotheker arbeitete. Sein Arbeitgeber war ein begeisterten Kunstsammler, der Bright in die örtlichen Künstlerkreise einführte. So kam er bald mit einer Gruppe von Landschaftsmalern (englisch The Norwich Society of Arts beziehungsweise der Norwich School of Painters) in Berührung und traf auf namhafte Maler wie John Sell Cotman, John Berney Crome (Sohn von John Crome), Robert Ladbrooke den Älteren, James Stark oder George Vincent. Angeregt durch diese Begegnungen wandte er sich der Malerei zu. Im Jahr 1836 kam er nach London, um dort die Malerei zu studieren. Hier begegnete er unter anderem David Cox und James Duffield Harding (1798–1863) kennen und wurde 1839 Mitglied der „New Society of Painters in Water-Colours“ (später bekannt als „Royal Institute of Painters in Water-Colour“), an deren Ausstellungen ab 1841 teilnahm. 1844 trennte sich Bright von dieser Gesellschaft und nahm mit Ölgemälden an den Ausstellungen der Royal Academy of Arts teil. Während der Zeit, die er in London lebte, unternahm er mehrere Reisen ins Ausland. Er malte Landschaftsbilder auf seinen Reisen die ihn 1837 durch Nord- und Südwales und 1839 zum Rhein oder der französischen und holländischen Küste führten. Er besuchte 1840 auch Devonshire und das Yorkshire Moors. Weitere Ausflüge führten ihn nach Sussex oder in die Highlands von Sutherlandshire. Es heißt er habe sich auf einer seiner Reisen auch auf Brodick Castle aufgehalten und dort die Großherzogin Marie von Russland auf seinem Rücken über einen angeschwollenen Bach getragen. Sie war eine seiner Gönnerinnen und erteilte ihm mehrere Aufträge, wie aus einem seiner Skizzenbücher hervorgeht, die Ausführung einiger dieser Werke wurde durch den Krimkrieg verzögert.
Aus gesundheitlichen Gründen zog Bright nach dem Tod seiner Ehefrau mit seinen zwei Töchtern zurück nach Saxmundham, wo er im Hause seines Bruders wohnte. Er hielt sich jedoch in den Jahren 1848 und 1849 auch im Grove Cottage, Ealing auf.
1860 zog er dann in das nahegelegene Surrey, und von 1868 an lebte er in Ipswich, wohin er schon seit den 1850er Jahren berufliche Kontakte hatte, da er Mitglied der Suffolk Fine Art Association war und an deren Ausstellungen in Ipswich er teilnahm. Doch reiste er auch regelmäßig aus geschäftlichen Gründen nach London, und um an Ausstellungen teilzunehmen oder Ausstellungen zu besuchen.

## Werke (Auswahl)
Aquarelle

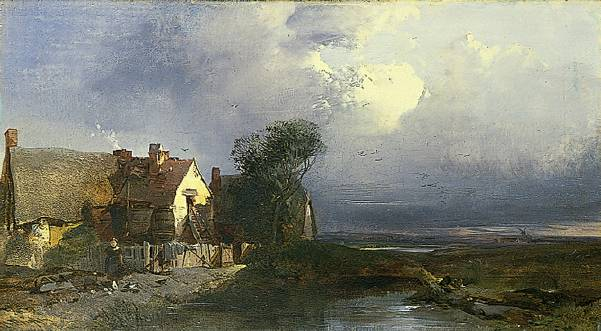
Effect after rain

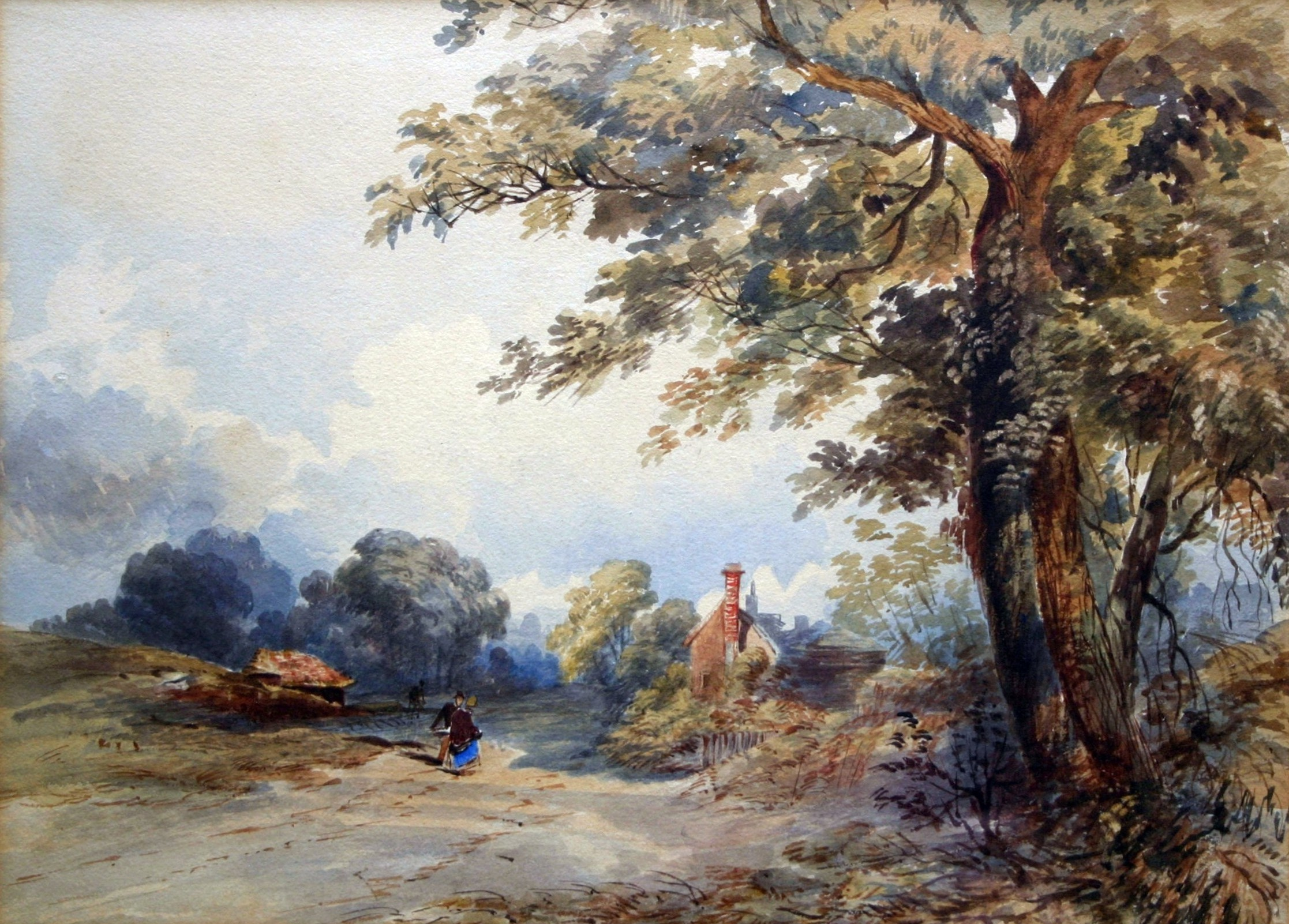
A Highland Croft

- Scene near St. Donat’s Castle, South Wales 1839
- Winter Scene near Leyden, Holland 1840
- Dutch Boats on the River near Rotterdam 1840
- River Lynn, Devon 1843
- Entrance to an old Prussian Town 1844 (Wurde von Königin Victoria in der Ausstellung der New Society von 1844 erworben)

Ölgemälde
- A Scene in the Woodlands of Suffolk 1840
- Effect after rain
- A Highland Croft
- Water colour Sketch of the Rhine – Moonlight 1843
- A Ruined Castle on the Banks of the Rhine 1847
- Morning in the Highland
- The Shrimper – A Coast Scen
- Scratby, Norfolk um 1872

## Familie
Am 8. Mai 1833 heiratete Bright in Saxmundham Eliza (geborene Brightley, 1813–25. August 1848), die jüngste Tochter des Spirituosenhändlers Alfred Brightly aus New York, eine Enkelin von Thomas Brightly, einem Bauern aus Saxmundham. Sie brachte vier Kinder zur Welt:
- zwei Söhne, die früh starben
- zwei Töchter, die das Erwachsenenalter erreichen

Bright starb 1873 in Ipswich.
In der Familiengruft wurden mehrere Familienangehörige beigesetzt. Bright hatte insgesamt 8 Geschwister, von denen einige sehr jung starben andere ein hohes Alter erreichten:
- Jerome Bright, (1769/1770–† 17. Juli 1846) im Alter von 76 Jahren
- Susannah Bright (um 1770–† 17. Januar 1847) im Alter von 76 Jahren
  - Jerome Denny Bright (1793–† 21. April 1871) im Alter von 79 Jahren, er übernahm das elterliche Geschäft.[5] ⚭ 1. 1818 mit Mary Pratt († 1825); 2. 1827 mit Jane Fuller Bright († 10. Juli 1876)
  - Harriet Bright († 15. Juni 1810) im Alten von 16. Jahren
  - [Catherine] Bright († 1817) im Alter von 21 Jahren
  - Alfred Bright († August 1821) im Alter von 20 Jahren
  - Eliza Bright (1801–13. Juni 1862) ⚭ Samuel Denny (um 1803–Februar 1847)